# 대한항공 보잉 747 사고
다음은 대한항공 보잉 747 사고에 관한 내용이다.

## 개요
1981년 9월 15일 대한항공의 보잉 747 여객기가 이륙 중 엔진에 문제가 생겨 급제동을 하다가 활주로를 오버런(항공)하여 철책을 충돌한 후 고속도로까지 뚫고 나간 사고이다. 이 사고로 탑승객 378명 중 약 40명이 부상을 당하였고, 비행기는 동체 아랫부분과 메인 기어, 우측 날개, 엔진 등이 손상을 입어 대한항공은 이 비행기를 대한항공 8702편 활주로 이탈 사고 때처럼 폐기처분 하려고 하였으나 수리가 가능하다는 결과를 통보받아 비행기는 한 달간 현지에서 수리를 하고 복귀하였다. 보험사가 수리비의 전액을 부담하여 대한항공은 큰 손실은 줄일 수 있었다.

## 같이 보기
- 대한항공 8702편 활주로 이탈 사고